# Tuilerie Perrusson-Desfontaines
Ne pas confondre avec la Tuilerie Perrusson située à Écuisses.
La tuilerie Perrusson-Desfontaines est une ancienne tuilerie située sur le territoire de la commune de Saint-Léger-sur-Dheune dans le département français de Saône-et-Loire et la région Bourgogne-Franche-Comté.

## Historique
Elle fait l'objet d'une inscription au titre des monuments historiques depuis le 18 avril 2014.
Cette usine constitue une succursale de la tuilerie Perrusson d'Écuisses.